# David Beghè
David Beghé (Calice al Cornoviglio, 3 maggio 1854 – Calice al Cornoviglio, 17 gennaio 1933) è stato un pittore italiano.

## Biografia
David Beghé nacque a Nasso, frazione di Calice al Cornoviglio, figlio del possidente Giuseppe Beghé e di Maria Zanelli, venendo battezzato nella chiesa parrocchiale di Santa Maria. Il giovane mosse i suoi primi passi nella pittura crescendo in una delle famiglie notabili di Calice, ispirata alla fede cristiana (lo zio Don Gioacchino era prete).
Iniziò i suoi studi all'Accademia di Belle Arti di Carrara, trasferendosi poi a Milano dove li proseguì presso l'Accademia di Brera. Nell'accademia milanese ebbe modo di confrontarsi e rapportarsi sotto la direzione di due tra i più famosi pittori dell'epoca, Francesco Hayez e Giuseppe Bertini. Inoltre ricevette preziosi insegnamenti sull'arte dell'affresco dal pittore Giovanni Valtorta. Si diplomò nel 1875 in Storia dell'Arte.
Paesaggista, ritrattista e grande affrescatore, amava anche riposare suonando l'organo nelle pause di lavoro all'interno delle tante chiese ove era chiamato a lavorare. 
Durante i lavori di affresco nella chiesa di San Giovanni Battista a Chiavari nel 1888 conobbe Valentina Torsegno, con la quale si sposò, si stabilì a Milano ed ebbe cinque figli: Raffaele, Maria, Ermenegildo, Caterina e Pio Leone.
Nonostante trascorresse molto del suo tempo lontano dal proprio paese natale non perse mai il legame con esso e fu proprio a Nasso che tenne un vero e proprio dibattito culturale con Agostino Fossati, altro grande pittore spezzino che aveva scelto il calicese come sua zona di residenza estiva.
Beghé morì il 15 gennaio 1933; le sue spoglie riposano nella cappella di famiglia del cimitero della frazione Santa Maria del Comune di Calice al Cornoviglio. 
Anima d'artista

seppe trasfondere

nella vita e nelle opere

quella luce divina

che illumina il suo spirito»
(Questa iscrizione è sulla lapide apposta nella cappella di famiglia)
I suoi condiscepoli più famosi sono stati Ludovico Pogliaghi, Giovanni Segantini e Cesare Tallone.

## Opere

### La Pinacoteca
In collaborazione con l'amministrazione comunale di Calice i discendenti del pittore nel 1992 hanno aperto al pubblico la Pinacoteca "David Beghè", collocata nel castello Doria Malaspina di Calice al Cornoviglio, con una collezione di ventotto oli su tela dell'artista.

### Collezione della Pinacoteca
- Autoritratto, olio su tela, cm 65 × 50, 1874;
- Ritratto di fanciulla  (Ritratto di gentildonna lombarda), olio su tela, cm 40 × 30, prima del 1880;
- Ritratto di adolescente, olio su tela, cm 21 × 31, prima del 1880;
- Ritratto d'uomo con la barba (Ritratto di barbone milanese), olio su tela, cm 50 × 40, circa 1880;
- Maria Torsegno adolescente, olio su tela cm 20 × 29, circa 1880;
- Ritratto di Raffaele Torsegno, olio su tela cm 75 × 60, circa 1880;
- Ritratto di Caterina Delle Piane Torsegno, olio su tela cm 75 × 60, circa 1880;
- Ritratto d'uomo con barba bruna, olio su tela cm 55 × 42, circa 1880;
- Ritratto di Valentina Torsegno Beghè, olio su tela cm 120 × 85, ultimo decennio del XIX secolo;
- Villaggio prealpino, olio su tela cm 90 × 140, ultimo decennio del XIX secolo;
- La foce dell'Entella a Lavagna, olio su tela cm 66 × 72, ultimo decennio del XIX secolo;
- Ritratto di Adele Beghè Brunelli, olio su tela cm 52 × 45, ultimo decennio del XIX secolo;
- Il ponte sull'Entella, olio su tela, cm 75 × 125, ultimo decennio del XIX secolo;
- Riva Trigoso, olio su tela, cm 40 × 65, 1890;
- Madonna con mantello bianco e abito blu, olio su tela, cm 70 × 45, 1890;
- Il Bambino Gesù benedice il mare (Bambin Gesù benedicente), olio su tela, cm 210 × 133, primo decennio del XX secolo;
- Sacro Cuore, olio su tela, cm 60 × 56, primo decennio del XX secolo;
- Paesaggio d'alta montagna, olio su tela, cm 100 × 140, primo decennio del XX secolo;
- Angelo custode con croce, olio su tela, cm 68 × 50, primo decennio del XX secolo;
- Plesio sul lago di Como, olio su tela, cm 50 × 30, 1908;
- Angelo custode, olio su tela, cm 75 × 55, primo decennio del XX secolo;
- Studio di torso maschile, olio su tela, cm 65 × 50, primo decennio del XX secolo;
- Madonna con manto bianco, olio su tela, cm 125 × 90, 1919;
- Madonna con manto blu, olio su tela, cm 50 × 40, secondo decennio del XX secolo;
- Madonna dell'ulivo, olio su tela, cm 110 × 80, 1926;
- Ghiacciaio, olio su tela, cm 100 × 150, 1929;
- Cristo che porta la croce, olio su tela, cm 75 × 55, 1930.

## Altre opere
- Ritratto di adolescente, olio su tela, cm 21 × 31, prima del 1880, di proprietà di un erede;
- Maria Torsegno adolescente, olio su tela, cm 20 × 29, circa 1880, di proprietà di un erede;
- Ritratto di giovane donna di Calice al Cornoviglio, olio su tela, cm 55 × 45, circa 1880, collezione privata;
- Sorpresi!...Surpris!, olio su tela, cm 80 × 160, circa 1880, disperso;
- Ritratto di Valentina Torsegno in abito bianco, olio su tela, cm 126 × 90, ultimo decennio del XIX secolo, di proprietà di un erede;
- Cavi di Lavagna, olio su tela, cm 49 × 73, ultimo decennio del XIX secolo, di proprietà di un erede;
- Veduta di Bagnone, olio su tela, cm 60 × 40, ultimo decennio del XIX secolo, di proprietà di un erede;
- Ritratto di donna anziana in costume, olio su tela, cm 47 × 32, ultimo decennio del XIX secolo, di proprietà di un erede;
- Ritratto di contadina, olio su tela, cm 60 × 40, ultimo decennio del XIX secolo, di proprietà di un erede;
- Ritratto di bambino, olio su tela, cm 36 × 29, ultimo decennio del XIX secolo, di proprietà di un erede;
- Marina, olio su tela, cm 39 × 70, primo decennio del XX secolo, di proprietà di un erede;
- Marina, olio su tela, cm 57 × 88, primo decennio del XX secolo, di proprietà di un erede;
- Sacro Cuore, olio su tela, cm 60 × 43, primo decennio del XX secolo, di proprietà di un erede;
- Alta montagna, olio su tela, cm 77 × 128, primo decennio del XX secolo, di proprietà di un erede;
- Vetta alpina, olio su tela, cm 32 × 48, primo decennio del XX secolo, di proprietà di un erede;
- Marina, olio su tela, cm 39 × 70, primo decennio del XX secolo, di proprietà di un erede;
- Madonna, olio su tela, cm 62 × 40, secondo decennio del XX secolo, di proprietà di un erede;
- Madonna dell'ulivo, olio su tela, cm 110 × 80, 1927, Canonica della Chiesa di Santa Maria Assunta di Bolano;
- S. Luigi Gonzaga riceve la prima Comunione da S. Carlo Borromeo, olio su tela, cm 230 × 168, prima del 1933, Basilica di San Giorgio al Palazzo Milano.

### Chiese affrescate da David Beghé
- Liguria
  - Bolano (SP), Chiesa di Santa Maria Assunta
  - Calice al Cornoviglio (SP), Chiesa di San Giovanni - fraz. Nasso - di sotto
  - Calice al Cornoviglio (SP), Chiesa di Santa Maria Assunta - fraz. Santa Maria
  - Chiavari (GE), Chiesa di San Giovanni Battista
  - La Spezia, Chiesa di Nostra Signora della Neve
- Lombardia
  - Affori (MI), Chiesa di Santa Giustina, inizio XX
  - Albavilla (CO)
  - Cambiago (MI), Chiesa di San Zenone, inizio XX
  - Canzo (CO), Basilica prepositurale plebana "Santo Stefano protomartire"
  - Carate Brianza (MB)
  - Cesate (MI), Chiesa dei Santi Alessandro e Martino, inizio XX
  - Canegrate (MI), Vecchia Chiesa di Santa Maria Assunta, 1906
  - Robecchetto con Induno (MI), Chiesa di Santa Maria delle Grazie, 1907
  - Piazza Santo Stefano (CO), chiesa prepositurale di Santo Stefano, 1928
  - Colle Brianza (LC)
  - Cornaredo (MI), Chiesa dei SS. Giacomo e Filippo
  - Ello (LC)
  - Gorla Maggiore (VA)
  - Gorla Minore (VA)
  - Inzago (MI), Chiesa di Santa Maria Assunta, 1894
  - Lurate Caccivio (CO)
  - Parabiago (MI), Chiesa Prepositurale dei Santi Gervasio e Protasio, 1906
  - Pessano con Bornago (MI)
  - Plesio (CO), Parrocchia dei Santi Fedele e Gregorio
  - Rho (MI), Chiesa di San Vittore Martire
  - Robecchetto con Induno (MI)
  - Sirone (LC)
  - Torno (CO)
  - Venegono Inferiore (VA)